# كايتلين (مغنية)
كايتلين (بالأحرف اللاتينية Caitlyn) المولودة في 8 أغسطس 1988 في بوديشتي، رومانيا واسمها بالولادة فلورينتينا كاتالينا سيونا (بالأحرف اللاتينية Florentina Catalina Ciună) هي مغنية رومانية في موسيقى الهاوس ميوزيك ومشهورة كمؤدية مع فرفة الشيكانوز Chicanos ومن ثم مع فرقة ديفرتيس (بالأحلاف اللاتينية Divertis ) الإستعراضية.
أصدرت أغنيتها بالانفراد Una Noche Mas من إنتاج Deepside Deejays ومعروفة بتعاونها مع الدي دجاي الروماني أميل لاساريا (بالأحرف اللاتينية Emil Lassaria) وبأغانيها اللاتينية بالإسبانية.